# Відкритий чемпіонат України з повільного куріння люльки
Відкритий чемпіонат України з повільного куріння люльки — вид змагання серед люлькокурів України, до якого допускаються усі охочі представники клубів, що входять до складу Ukrainian Pipe Clubs Association (Українська асоціація люлькових клубів, яка є членом англ. CIPC) та члени іноземних клубів, які в свою чергу, входять до складу англ. CIPC. Проводиться чемпіонат згідно з регламентом CIPC. Сенс змагання — якнайдовше курити люльку, не допускаючи її згаснення (багато додаткових нюансів та правил перераховані в регламенті англ. CIPC). Усі учасники змагання отримують однакові люльки, рівну (3 грами) кількість однакового тютюну (включно з тим, що тютюн має однакову вологість) та однакові тампери. За традицією — перший вибувший отримує у подарунок велику кількість сірників. Люлька з якої учасник курив на чемпіонаті лишається його власністю. Зазвичай нагородою за перше місце є велика кількість тютюну або/і авторська люлька. До уваги приймаються результати не тільки індивідуальних учасників, а і команд (також отримують винагороду). Також за традицією чемпіонати стали місцем, де люлькові майстри можуть виставляти на продаж, або просто показувати свої творіння — люльки та тампери, а люлькокури обмінюватися знаннями та новинами.

## Перелік відкритих чемпіонатів  України з повільного куріння люльки

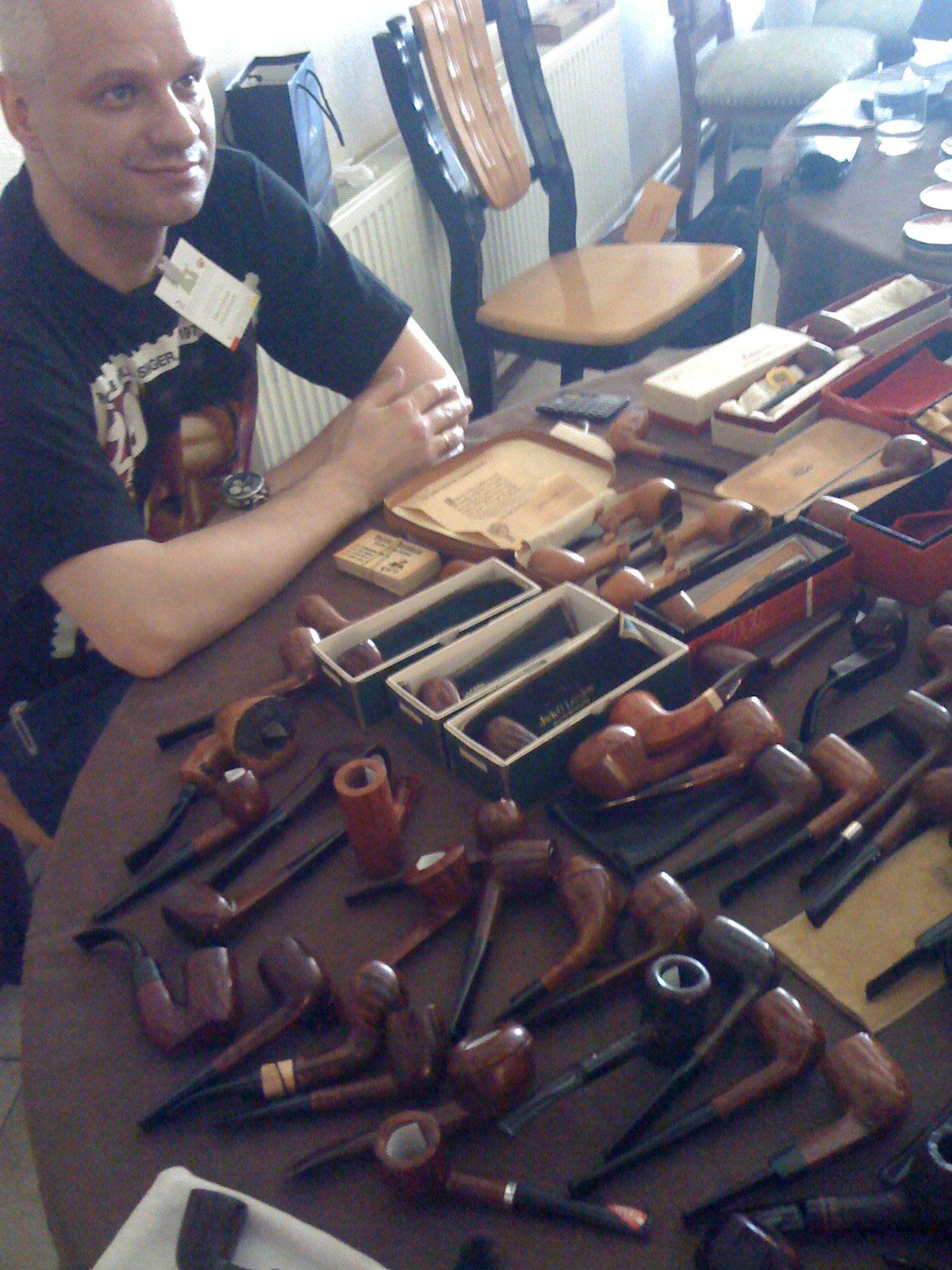
П'ятий відкритий чемпіонат України з повільного куріння люльки. Виставка колекції Михайла Леонтьєва

### Перший відкритий чемпіонат України з повільного куріння люльки[1]
Час проведення: 24 грудня 2005 року

Місце проведення: Київ

Тютюн чемпіонату: англ. MacBaren - Mixture Scottish Blend

Люлька чемпіонату: клубна люлька 2005 року. Діаметр камери: 20мм, глибина: 25мм.

Переможець: Юрій Мадорський, результат — 1 година, 47 хвилин, 29 секунд

### Другий відкритий чемпіонат України з повільного куріння люльки[2]
Час проведення: 19 травня 2007 року

Місце проведення: Київ

Тютюн чемпіонату: англ. Cornell & Diehl «Day Light»

Люлька чемпіонату: англ. Golden Gate Rustic Billiard. Діаметр камери 20мм, глибина: 40мм.

Переможець: Валерій Риженко

### Третій відкритий чемпіонат України з повільного куріння люльки[3]
Час проведення: 23 травня 2009 року

Місце проведення: Київ

Тютюн чемпіонату: англ. Dunhill Light Flake

Люлька чемпіонату: англ. Golden Gate Rustic Apple. Діаметр камери: 19мм, глибина: 35мм.

Переможець: Юрій Мадорський, результат — 1 година, 40 хвилин, 19 секунд

### Четвертий відкритий чемпіонат України з повільного куріння люльки[4]
Час проведення: 28 травня 2011 року

Місце проведення: Київ

Тютюн чемпіонату: англ. W.O.Larsen Edition 2011

Люлька чемпіонату: англ. Golden Gate Rustic Brandy. Діаметр камери: 20мм, глибина: 39мм.

Переможець: Юрій Мадорський, результат — 1 година, 21 хвилина, 05 секунд

### П'ятий відкритий чемпіонат України з повільного куріння люльки[5]
Час проведення: 5 травня 2012 року

Місце проведення: Одеса

Тютюн чемпіонату: англ. W.O.Larsen Edition 2012

Люлька чемпіонату: англ. Golden Gate Rustic Lovat. Діаметр камери: 20мм, глибина: 39мм.

Переможець: Юрій Мадорський, результат — 1 година, 55 хвилин, 42 секунди

### Шостий відкритий чемпіонат України з повільного куріння люльки[6]
Час проведення: 11 травня 2013 року

Місце проведення: Одеса

Тютюн чемпіонату: англ. W.O.Larsen Edition 2013

Люлька чемпіонату: англ. Golden Gate Rustic Brandy. Діаметр камери: 20мм, глибина: 39мм.

Переможець: Юрій Мадорський, результат — 2 години, 0 хвилин, 3 секунди 

### Сьомий відкритий чемпіонат України з повільного куріння люльки[7]
Час проведення: 10 травня 2014 року

Місце проведення: Одеса

Тютюн чемпіонату: англ. Borkum Riff Mixture Original

Люлька чемпіонату: англ. Golden Gate Rustic Poker. Діаметр камери: 20мм, глибина: 38мм.

Переможець: Юрій Мадорський, результат — 2 години, 4 хвилини, 4 секунди (рекорд України)

### Восьмий відкритий чемпіонат України з повільного куріння люльки[8]
Час проведення: 9 травня 2015 року

Місце проведення: Одеса

Тютюн чемпіонату: англ. W. O. Larsen Edition 2015

Люлька чемпіонату: англ. Golden Gate "Aviator". Діаметр камери: 20мм, глибина: 38мм.

Переможець: Антон Мадорський, результат — 1 година, 43 хвилини, 45 секунд

### Дев'ятий відкритий чемпіонат України з повільного куріння люльки[8]
Час проведення: 14 травня 2016 року

Місце проведення: Одеса

Тютюн чемпіонату: англ. Mac Baren Virginia Flake

Люлька чемпіонату: англ. Golden Gate Dublin Spigot dark-smooth. Діаметр камери: 20мм, глибина: 38мм.

Переможець: Олексій Філоненко, результат — 1 година, 46 хвилин, 30 секунд